# Інвестиційний банк
Інвестиційний банк (і-банк) (англ. investment bank (i-bank)) — спеціалізована кредитна установа, що залучає довготерміновий позиковий капітал і надає його в розпорядження позичальникам (підприємцям і державі) через випуск облігацій та інших видів боргових зобов'язань. Основними функціями інвестиційного банку є з'ясування характеру і розміру фінансових потреб позичальників, узгодження умов позички, вибір виду цінних паперів, визначення термінів їх емісії та розміщення серед інвесторів. Інвестиційний банк є не просто посередником між інвестором і позичальником, а й гарантом емісії та організатором ринку.

## Основні функції і-банків[1]
- Інвестиційний банкінг — Андерайтинг для органів державної влади, органів місцевої влади, корпорацій, обслуговування угод із злиття поглинання; інвестиційний консалтинг
- Брокерські послуги — Ринок акцій, ринок цінних паперів з фіксованим відсотком, іпотечний ринок і ринок нерухомості, товарний ринок
- Послуги інвестиційного менеджменту — Створення та управління фондами різних типів, довірче управління для населення, довірче управління для професіональних інвесторів
- Сервісні послуги — Кредитна підтримка інвесторів, кредитна підтримка емітентів, проведення валютно-обмінних операцій, розрахунково-клірингове обслуговування, страхування, аналітична підтримка
- Керування активами
- Аналіз фінансових ринків (research)
- M&A

## Топ 10 і-банків світу
Десять найбільших глобальних інвестиційних банків світу, станом на 31 грудня 2010 року, є наступним (за загальними гонорарами):
| Номер | Компанія                      | Гонорари ($млн) |
| ----- | ----------------------------- | --------------- |
| 1.    | J.P. Morgan                   | $5,533.85       |
| 2.    | Bank of America Merrill Lynch | $4,581.59       |
| 3.    | Goldman Sachs                 | $4,386.52       |
| 4.    | Morgan Stanley                | $4,055.48       |
| 5.    | Credit Suisse                 | $3,379.12       |
| 6.    | Deutsche Bank                 | $3,286.80       |
| 7.    | Citi                          | $3,238.67       |
| 8.    | Barclays                      | $2,864.44       |
| 9.    | UBS                           | $2,614.44       |
| 10.   | BNP Paribas                   | $1,433.89       |

Найбільші світові банки отримують рейтингові бали залежно від їх M&A порад, синдикованих позичок, еквіті ринків капіталу та боргових ринків капіталу.
The Financial Times, The Wall Street Journal та Bloomberg часто розповідають про Злиття та Придбання та Ринки Капіталу. Лігові таблиці також можна знаайту у:
- Investment Banking Review [Архівовано 4 лютого 2016 у Wayback Machine.], Financial Times.
- Investment Banking Scorecard, Wall Street Journal.
- Global M&A Financial Advisory Rankings [Архівовано 14 квітня 2012 у Wayback Machine.], Bloomberg.
- Global Capital Markets League Tables [Архівовано 14 квітня 2012 у Wayback Machine.], Bloomberg.

## Інвестиційні банки України
В Україні зазвичай інвестиційні банки не називають інвестиційними банками (ІБ), а замість цього використовують назву інвестиційні компанії. Що стосується українського законодавства, то воно також змушує підприємства використовувати назву інвестиційна компанія, а не інвестиційний банк, в зв'язку з тим, що мати слово «банк» у назві дозволяється лише тим юридичним особам, які зареєстровані Національним банком України як банк і мають банківську ліцензію (не всі інвестиційні банки України мають банківську ліцензію, так як вони часто не надають послуги типові для комерційних банків).
|  | Банк - слово "банк" та похідні від нього дозволяється використовувати у назві лише тим юридичним особам, які зареєстровані Національним банком України як банк і мають банківську ліцензію. Виняток становлять міжнародні організації, що діють на території України відповідно до міжнародних договорів, згода на обов'язковість яких надана Верховною Радою України, та законодавства України. |

|  | Інвестиційна компанія -це торговець цінними паперами, який, окрім провадження інших видів діяльності, може залучати кошти для здійснення спільного інвестування шляхом емісії цінних паперів та їх розміщення. |

Відповідно, найчастіше українські інвестиційні банки називають свої підприємства інвестиційними компаніями. Цікавою особливістю вітчизняних інвестиційних компаній є те, що вони, як і західні інвестиційні банки, є структурами в яких діють всі основні інвестиційні підрозділи: інвестиційний банкінґ, керування активами, брокерські послуги, дослідження фін. ринків тощо.